# Евтушенко, Юрий Григорьевич
Юрий Григорьевич Евтушенко (29 мая 1964, Новосибирск — 9 ноября 2020, Санкт-Петербург) — российский военачальник, генерал-майор ВС РФ. Заместитель командующего войсками Западного военного округа по военно-политической работе (2014—2020). Начальник Центра по примирению враждующих сторон и контролю за перемещением беженцев в Сирии (январь — июль 2018).

## Биография
Родился 29 мая 1964 года в Новосибирске. 
Окончил Свердловское суворовское военное училище (1981), Новосибирское высшее военно-политическое общевойсковое училище (1985) и Военный университет МО РФ (2007).
Воинскую службу проходил в частях Дальневосточного, Сибирского, Центрального, Западного военных округов, а также в центральном аппарате Министерства обороны РФ. 
Начинал службу как заместитель командира роты. В 2011 году — заместитель командующего 41-й армией по работе с личным составом. С 2012 по 2013 год — начальник отдела – заместитель начальника управления Главного управления по работе с личным составом Вооружённых Сил РФ.
В январе 2014 года полковник Евтушенко назначен заместителем командующего войсками Западного военного округа по работе с личным составом, затем — заместителем командующего по военно-политической работе. 
Участник Военной операции России в Сирии. С января по июль 2018 года — начальник Центра по примирению враждующих сторон и контролю за перемещением беженцев.
Был женат, воспитал двоих детей. 
Скончался 9 ноября 2020 года на 57-м году жизни от коронавирусной инфекции в Санкт-Петербурге. Похоронен 12 ноября в Новосибирске на Заельцовском кладбище.

## Награды
- Орден «За заслуги перед Отечеством» IV степени с мечами[2]
- Орден «За военные заслуги»[2]
- Орден «За храбрость» I степени (Сирийская Арабская Республика)[2]
- Медаль ордена «За заслуги перед Отечеством» II степени[2]
- Иные государственные и ведомственные награды[2]